# زیردریایی کلاس کاساتکا
سابمارین کلاس کاساتکا (به انگلیسی: Kasatka-class submarine) یک کلاس از زیردریایی است که طول آن 33.5 m می‌باشد.